# بينايجوفار
بلدية بني جوهر أو (نقحرة: بينايجوفار) (بالإسبانية: Benijófar)‏, هي بلدية تقع في مقاطعة لقنت. جنوب شرق إسبانيا. يبلغ عدد سكانها 3.541 نسمة.